# Mihai Tatulici
Mihai Tatulici (n. 3 iulie 1948, Frătăuții Vechi, Suceava, România) este un jurnalist și scriitor român.
A debutat în presă ca elev în 1966, la un ziar din județul Suceava.

## Activitate jurnalistică
În anii '68 scria la revista Universității "Al. Ioan Cuza", Alma Mater, unde a ajuns redactor șef. În `70 ajunge la Viața Studențească. În '71, după terminarea facultății, este introdus de Nicolae Stoian la Viața Studențească la secțiunea „Reportaj”. Ajunge secretar general de redacție în `79, dar este dat afara pentru că se afla la al treilea divorț și nu avea o viață morală exemplară. Pentru puțin timp scrie scenarii pentru studiourile Sahia, scrie cărți și colaborează la Radio.
În anii `80 ajunge realizator la TVR, unde lucrează fără întrerupere pînă în `89. Primul său succes a fost „Veniți cu noi pe programul doi”, la care a înregistrat rating de 46%. Tatulici pune bazele postului Tele 7 abc de unde în `95 demisionează pentru a se muta la Pro TV. În `96 fondează Clubul Român de Presă.
A fost între 2004 și 2012 director de programe la Realitatea TV.

## Om de afaceri
Tatulici are câteva companii lansate în domeniul media. Astfel, la revista Privirea deține majoritatea împreună cu soția lui. La fel și în cazul firmei de producție cinematografică N & T Trading. Deține apoi împreună cu Sorin Ovidiu Vîntu, o televiziune rămasă la stadiul de proiect (G TV) și Mihai Tatulici Production (acționar majoritar Imola). Este coleg de Consiliu de Administrație cu Sorin Roșca Stănescu la Grupul Editorilor și Difuzorilor. A investit bani și într-o firmă de comerț cu produse zaharoase (MCM Network) și o asociere cu trustul PRO în firma Mediafest.

## Etichete
A fost numit „Spălător de cadavre” de Ion Cristoiu, care a folosit-o pentru a-l descrie pe Tatulici, care se folosea de emisiunea sa de la PRO TV pentru a invita diverși oameni controversați pentru a le lua apărarea.

## Lucrări publicate
- Ceața și obișnuința (Ed. Albatros, 1973) - roman
- Salvatorul (Ed. Albatros, 1980) - roman
- Ceainicul de argint (Ed. Eminescu, 1987)
- Revoluția română în direct (1990) - coordonator (carte documentară despre revoluția română din 1989)
- Vin rîmele (Ed. Tinerama, 1993) - nuvele
- Distrugătorul Speranța sau povestea unui marinar deștept și cu noroc (Ed. House of Guides Publishing Grup, 2014) [1][2]
- Plăcerea de a trăi și de a găti. 33 de rețete încercate pentru prieteni (Ed. House of Guides Publishing Grup, 2014) - gastronomie
- Singur între două veacuri. Vol. I (Ed. House of Guides Publishing Grup, 2015) - memorii